# Ryszard Orłowski (piłkarz)
Ryszard Orłowski (ur. 25 marca 1957 w Gorzkowicach) – polski piłkarz i trener piłkarski.

## Kariera
W swojej karierze zawodniczej występował na pozycji napastnika. Grał w Gofabecie Gorzkowice, Piotrcovii Piotrków Trybunalski i Grunwaldzie Poznań. W 1984 roku z powodów politycznych opuścił Polskę, początkowo osiadając w Austrii, a następnie w Nowym Jorku (USA). W Stanach Zjednoczonych grał w klubach polonijnych oraz reprezentacji Polonii amerykańskiej.
Po zakończeniu kariery piłkarskiej został trenerem klubów amerykańskich oraz reprezentacji Związku Polonijnych Klubów Piłkarskich. W latach 2013–2014 był asystentem selekcjonera reprezentacji Nepalu, Jacka Stefanowskiego. W roku 2015 został zatrudniony na stanowisku selekcjonera Anguilli. Z reprezentacją tego kraju odpadł w pierwszej rundzie eliminacji strefy CONCACAF do Mistrzostw Świata 2018. Rok później został selekcjonerem reprezentacji Belize.